# Conflicto de Prígorodni Oriental

Territorios que pasaron de la República de Ingusetia a la República de Osetia del Norte-Alania.

El conflicto de Prígorodni Oriental o conflicto osetio-ingusetio (del ruso: Осетино-ингушский конфликт) fue un conflicto interétnico en la zona oriental del raión de Prígorodni, en la República de Osetia del Norte-Alania (Federación Rusa) que comenzó en 1989 y culminó, en 1992, en una breve guerra étnica entre los ingusetios locales y fuerzas paramilitares osetas.

## Orígenes del conflicto
En el período posterior a la invasión mongola, las llanuras y las estribaciones de las actuales Osetia del Norte e Ingushetia fueron ocupadas por Nogayos y Cabardinos. Se conocen asentamientos ingusetios y osetios en este territorio desde finales del siglo XVII, pero tras el inicio de la colonización rusa del Cáucaso, ingusetios y osetios pudieron desplazarse libremente de las montañas a la llanura. En el territorio adyacente a Vladikavkaz, incluido el actual distrito de Prigorodny, entre los siglos XVIII y principios del XIX, existían asentamientos tanto puramente ingusetios como osetios, así como mixtos. La fortaleza rusa de Vladikavkaz fue fundada en 1784 en la zona de asentamientos mixtos.
En 1909, el distrito de Nazrán fue creado para los Ingusetios, donde no había lugar para la administración, por lo que Vladikavkaz se convirtió en la capital temporal. En 1924, se creó la Región Autónoma de Ingusetia, que incluía el distrito de Prigorodny. En 1934, por decreto, el óblast ingusetio, fue fusionado con el Óblast Autónomo Checheno, formando la República Autónoma Socialista Soviética de Chechenia e Ingusetia. Vladikavkaz fue adjuntado a la nueva República Autónoma Socialista Soviética de Osetia. del Norte.
En 1944, durante la Segunda Guerra Mundial, los chechenos y los ingusetios son acusados por el gobierno de la Unión Soviética de haber colaborado con los nazis. Por orden de Iósif Stalin, las poblaciones ingusetia y chechena son deportadas a Siberia y Asia Central. Poco tiempo después, la soberanía sobre el raión despoblado fue otorgada a Osetia del Norte.
En 1957, los chechenos y los ingusetios son autorizados por el gobierno de la URSS a reinstalarse sobre sus tierras natales y la RSS autónoma de Chechenia-Ingusetia fue restaurada. Entre 1973 y 1980, los ingusetios comienzan a pedir la devolución de Prígorodni a Ingusetia y varias manifestaciones y reuniones tienen lugar en Grozni.
La tensión se incrementa en 1991 con la disolución de la URSS. Ingusetia declara ser soberana sobre el territorio del raión de Prígorodni de acuerdo con la ley adoptada por el Sóviet Supremo de la Unión Soviética de 26 de abril de 1991 que estipula que el territorio pertenecía de iure a los ingusetios. Estalló entonces un conflicto armado entre la población local ingusetia y las milicias osetas.

## El conflicto armado

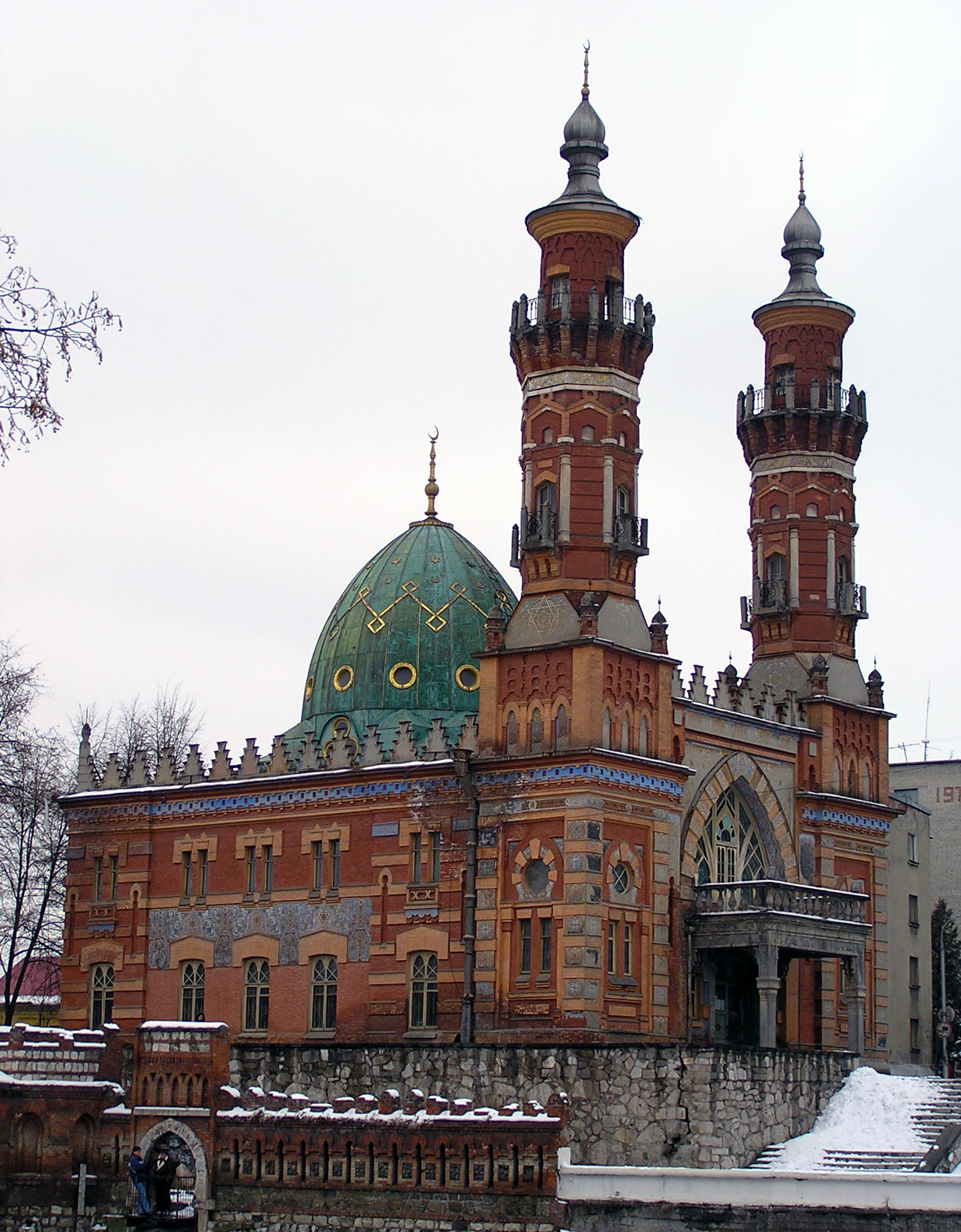
La mezquita histórica ingusetia de Vladikavkaz (Zaur).

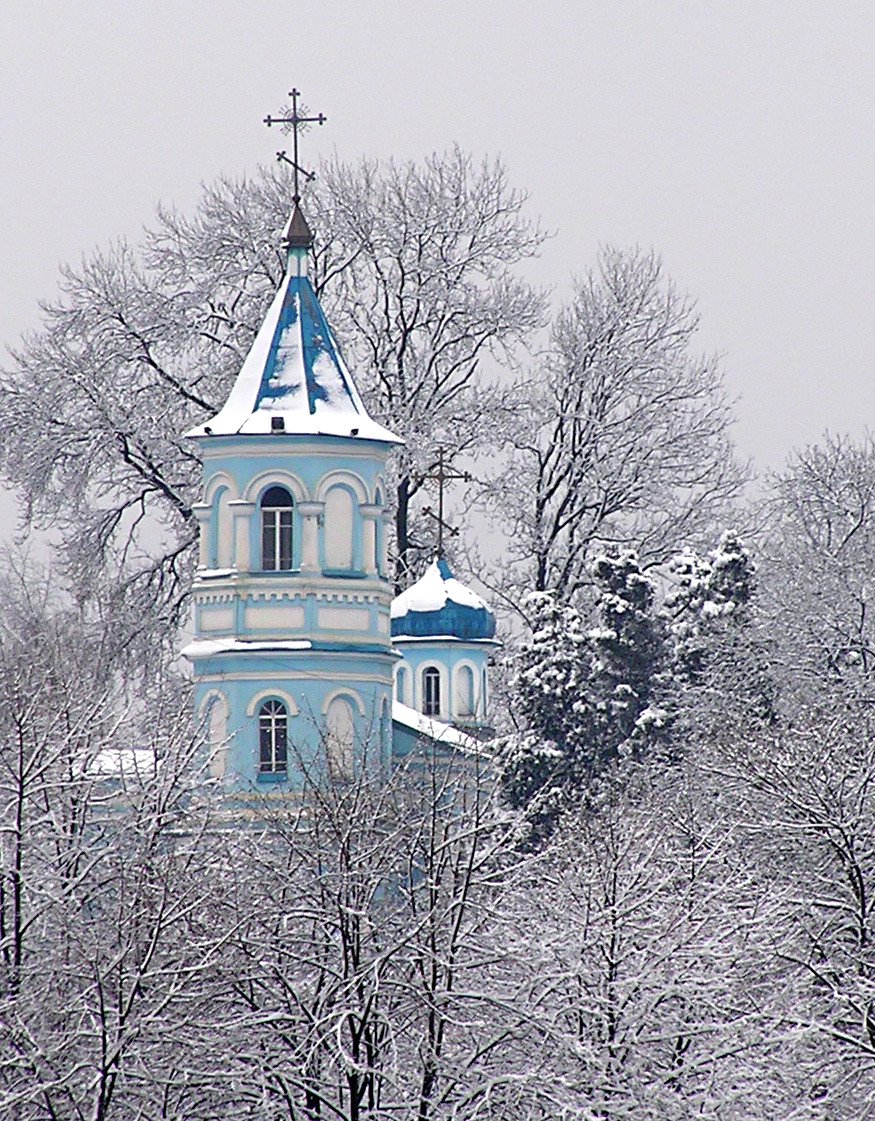
Iglesia oseta en Vladikavkaz.

La violencia étnica en el raión, al este del río Térek aumenta considerablemente a pesar del despliegue de 1.500 soldados soviéticos del Ministerio de Interior de la Unión Soviética.
Durante el verano y el principio del otoño de 1992, se asiste a un incremento del nacionalismo ingusetio paralelo a frecuentes violaciones de los derechos humanos por las fuerzas de seguridad y milicias osetas contra los habitantes ingusetios.
Durante la noche del 30 de octubre de 1992, los nacionalistas ingusetios toman las armas y se rebelan contra las autoridades osetas. Estallan combates por toda la región y en la capital de Osetia del Norte, Vladikavkaz. En algunas ocasiones, las tropas rusas se unen a las milicias osetas con el fin de reprimir la insurrección. Los habitantes ingusetios son expulsados por la fuerza de sus casas.
El 31 de octubre, una delegación rusa llega con el fin de poner fin a la violencia, pero el primer despliegue de soldados de mantenimiento de la paz rusos no comienza hasta principios de noviembre. Si bien las tropas rusas intervenían para evitar actos de violencia por parte de la policía y la guardia republicana oseta, su actitud es claramente pro-oseta. Ruslán Áushev, en aquel momento jefe adjunto de la administración provisional oseta e ingusetia, afirma que el "verdadero propósito" de Moscú es provocar a Dzhojar Dudáyev, presidente de Chechenia, por entonces independiente de facto pero reclamada por Rusia, para que viniera en auxilio de los ingusetios, pueblo emparentado con los chechenos, con el fin de conseguir un pretexto para invadir Chechenia. Sería entonces cuando Yegor Gaidar, primer ministro interino de Rusia, ordenó a las tropas rusas que se dirigían hacia Chechenia incluso en ausencia de casus belli" (Dudáyev no intervino en lo que definía como un asunto interno ruso) detenerse y retirarse de la frontera chechena.
El 2 de noviembre, el presidente ruso Borís Yeltsin promulga un decreto estipulando que el raión Prígorodni permanece bajo la autoridad de la República de Osetia del Norte - Alania.
Las hostilidades causaron la muerte de alrededor de 590 personas y alrededor del millar fueron heridas. El conflicto también provocó 65 000 refugiados ingusetios y 9000 refugiados osetas.

## Alegaciones de limpieza étnica
Las autoridades de Ingushetia acusaron las formaciones paramilitares de Osetia del Norte de llevar a cabo la "deportación" de la población de  Ingush.  En el informe de Human Rights Watch, publicado en 1996, se recogío material sobre crímenes contra la población civil tanto del lado de Ingush como del Osetio. Sin embargo, Human Rights Watch no culpó a Osetia del Norte de llevar a cabo una limpieza étnica de la población Ingush
Bajo la presión de Moscú, los osetas y los ingusetios firmaron un acuerdo en 1995 autorizando el retorno de los refugiados ingusetios, al que se agregó el aflujo de refugiados osetas que huían de Georgia.
El 11 de octubre de 2002, los presidentes de Osetia del Norte y de Ingusetia firmaron un acuerdo con el propósito de "promover la cooperación y las relaciones de vecindad". El secuestro de Beslán, sin embargo, detuvo el proceso y agravó las relaciones oseto-ingusetias y el problema queda lejos de ser resuelto.